# Yak-12 (航空機)

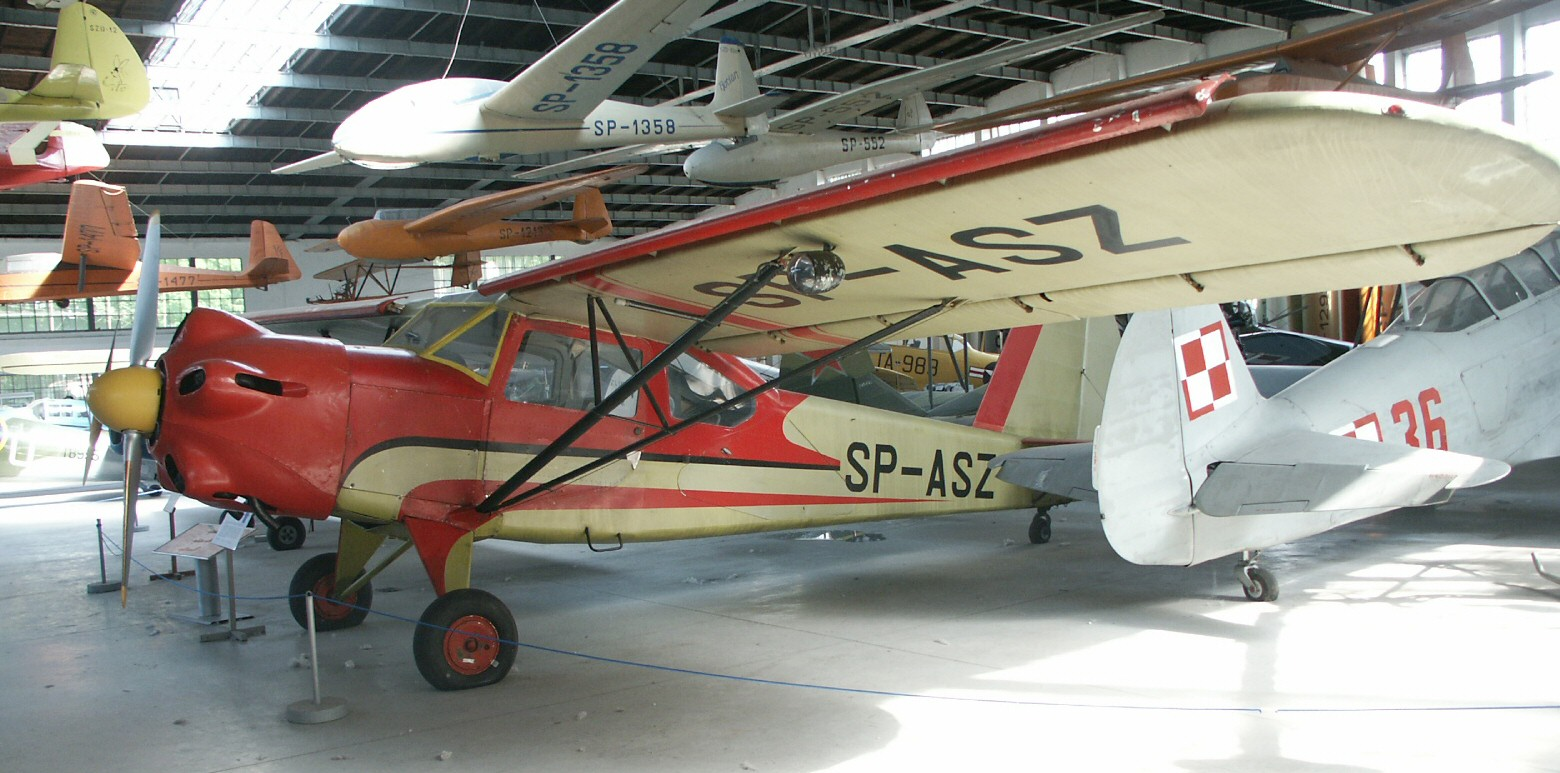
Yak-12 (クラクフ)

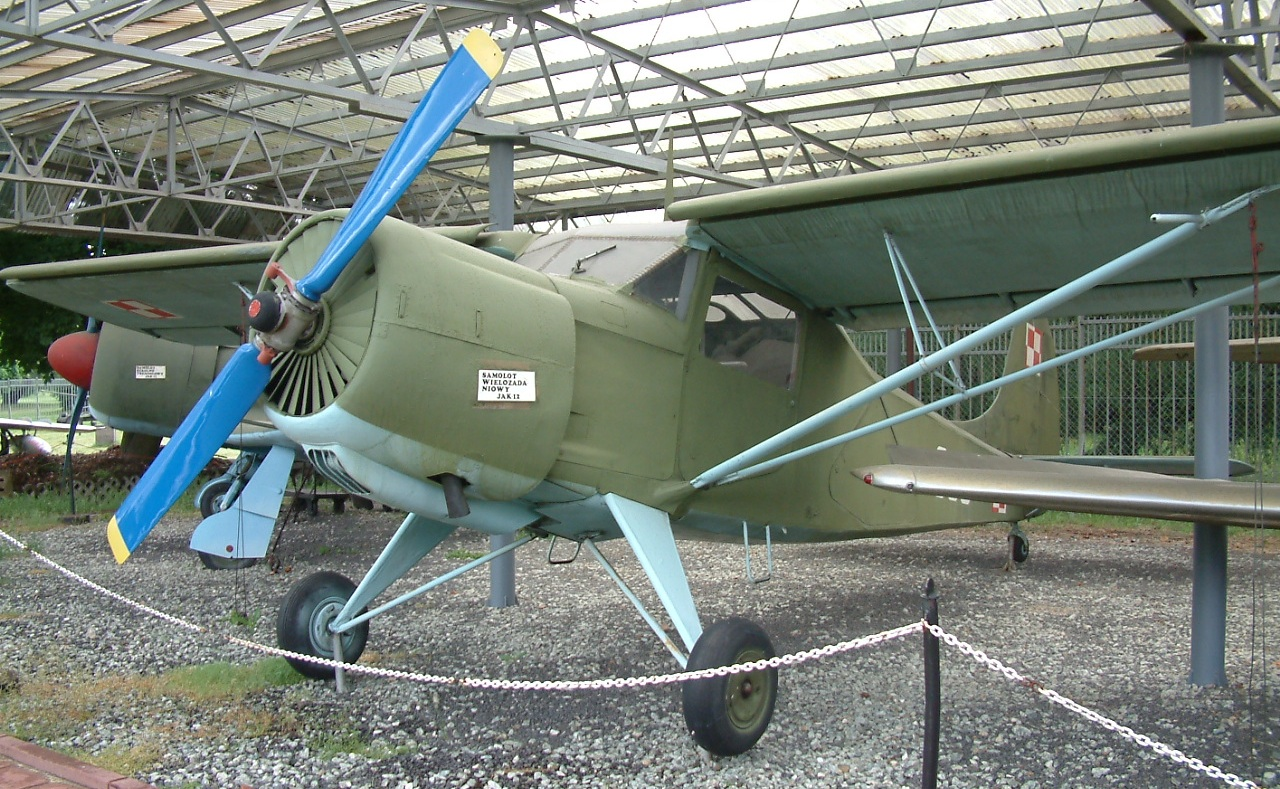
エンジンを換装したYak-12M

Yak-12

Yak-12(Jak-12；ヤク12；ロシア語:Як-12ヤーグ・ドヴィナーッツァチ)は、Po-2の後継機としてソ連のヤコヴレフ設計局で開発された小型の多用途機。

## 概要
Yak-10の改良型で、初飛行は1947年に行った。当初は160 馬力のM-11FR(М-11ФР)空冷式エンジンを搭載していたが、のちに260 馬力のイーフチェンコ設計局製エンジンAI-14R(АИ-14Р)に換装したYak-12Aや改良型のYak-12M、その他Yak-12SやYak-12R、Yak-12GR、Yak-12SHなどの派生型が製作された。